# Walter Klein Wuppertal
Walter Klein GmbH & Co. KG (WKW) blev etableret i 1940 og er en tysk producent af produkter i aluminium, stål og plastik. Deres hovedkvarter er i Wuppertal.
De har over 3.000 ansatte.